# Nagy István (építész)
Ifj. Nagy István, születési nevén Nagy István Lajos (Budapest, Kőbánya, 1875. február 14. – Budapest, Erzsébetváros, 1950. augusztus 14.) építész, fővárosi képviselő.

## Életútja
Nagy István építőmester és Csehoh (Csehov, Csehók) Rozália fiaként született Kőbányán. A Zerge (ma Horánszky) utcai főreáliskolában érettségizett 1894-ben. A Magyar Királyi József Műegyetemen folytatott építészeti tanulmányokat, azonban oklevelet nem szerzett. Tanulmányaival párhuzamosan építészeti rajzolóként dolgozott. 1899-ben építőmesteri képesítést kapott.
Első önálló munkáit az 1900-as évek elejéről ismerjük. 1905-től a Sajó utca 5/a. szám alatt élt és alkotott. 1913-ban megalapította az Ifj. Nagy István és Társa céget, melyet öccsével, Nagy Zoltán ügyvéddel közösen működtetett.
Az I. világháború megszakította építészi pályafutását, mert hadba vonult. Hazatérése után elsősorban építési vállalkozóként, illetve városatyaként tevékenykedett. Vállalkozásában a testvére helyét Schöntheil Richárd építész vette át 1924-ig, utána önállóan dolgozott. Egy építőanyag telepet működtetett a Palota (ma Dózsa György) tér 1. szám alatt. A Sajó utcai tervezőirodát továbbra is fenntartotta. 1920-ban tagja lett Budapest székesfőváros törvényhatósági bizottságának, a Keresztény Községi Párt képviselőjeként. Az 1920-as években aktívan részt vett a Középítési Bizottság és a Köztisztasági Bizottság munkájában, így például felszólalt a lakás- és iskolaépítési kérdésekben. 1927-ben összeférhetetlenségi ügybe keveredett, melynek következtében visszavették a mandátumát. 1928-ban ez alól tisztázták és visszakapta helyét a városházán.
Nőtlenül, 75 éves korában hunyt el. Halálának oka szívizom elfajulás volt.

### Egyéb tagságai, tisztségei
- 1900-tól: Országos Magyar Iparművészeti Társulat, tag[9]
- 1918-tól: Hadviselt Mérnökök, Építészek és Műszaki Tisztek Nemzeti Szövetsége, tag, főtitkár 1923-tól[10]
- 1931 – 1949: Budapest Zuglói Polgári Kör, elnök[11]
- 1933 – 1938: Mérnökök, Építőmesterek Ipari Szövetkezete, igazgatósági tag[12]
- 1937-től: Zuglói Polgári Kör női szervezete, díszelnök[13]
- 1937 – 1941: „Juventus” Erdőkitermelő és Fakereskedelmi kft., ügyvezető[14]

## Stílusa
Korai munkáin – nagyjából 1908-ig bezárólag – Lechner Ödön nemzeti stílusának erőteljes hatása figyelhető meg, gazdag növényi ornamentikával és népi ihletésű motívumokkal. Ezekhez azonban Ifj. Nagy István majolikadíszítés helyett inkább vakolatarchitektúrát alkalmazott.
1909-től megjelent művein a német Jugendstil geometrikus formavilága, így például a Franz Metzner szobrász munkáit idéző geometrikus maszkok.

## Legfontosabb művei
| Sorszám | Leírás                                                 | Cím                                                      | Építés éve | Kép |
| ------- | ------------------------------------------------------ | -------------------------------------------------------- | ---------- | --- |
| 1.      | Schwarz Mór bérháza.                                   | Budapest, VII. ker. Dob utca 53.                         | 1904-1905  |     |
| 2.      | Szenes Mór bérháza.                                    | Budapest, XIV. ker. Thököly út 46.                       | 1905-1906  |     |
| 3.      | Hermann nyomda és lakóház.                             | Budapest, VI. ker. Paulay Ede utca 45.                   | 1905-1906  |     |
| 4.      | Bérház.                                                | Budapest, VIII. ker. Nagyfuvaros utca 3/a.               | 1906       |     |
| 5.      | Rákosi Jakab bérháza.                                  | Budapest, VIII. ker. Szűz utca 5-7.                      | 1906-1907  |     |
| 6.      | Lakóház                                                | Budapest, Verseny utca 14. , építtető: Schwarz Mór       | 1907-1908  |     |
| 7.      | Ceglédi Ipar és Kereskedelmi Bank. (Ma Kossuth Múzeum) | Cegléd, Múzeum utca 5.                                   | 1907-1908  |     |
| 8.      | Ceglédi Hitelbank.                                     | Cegléd, Kossuth tér 7.                                   | 1907-1908  |     |
| 9.      | Unghváry-borospince bejárati épülete.                  | Cegléd, Kossuth Ferenc utca 3-5.                         | 1908       |     |
| 10.     | Bérház.                                                | Cegléd, Teleki utca 14.                                  | 1908 k.    |     |
| 11.     | Özv. Farkas Mórné bérháza.                             | Budapest, XIV. ker. Cházár András utca 14.               | 1909       |     |
| 12.     | Vigadó.                                                | Monor, Kossuth Lajos utca 65-67.                         | 1909       |     |
| 13.     | Krámer Miksa bérháza.                                  | Budapest, VII. ker. István utca 38.                      | 1909-1910  |     |
| 14.     | Polgár Károly és Kiss Ferenc bérháza.                  | Budapest, VII. ker. Péterfy Sándor utca 44.              | 1909-1910  |     |
| 15.     | Burghardt Antal bérháza.                               | Budapest, VII. ker. Marek József utca 35.                | 1909-1910  |     |
| 16.     | Teltsch Mór bérháza.                                   | Budapest, XIII. ker. Váci út 97. – Forgách utca 1.       | 1909-1910  |     |
| 17.     | Ifj. Nagy István és Szántó Adolf bérháza.              | Budapest, II. ker. Keleti Károly utca 26.                | 1909-1910  |     |
| 18.     | A Brüll testvérek bérháza.                             | Budapest, VIII. ker. Szerdahelyi utca 11.                | 1910       |     |
| 19.     | Forgách Jánosné bérháza.                               | Budapest, XI. ker. Budafoki út 20./ Lágymányosi utca 20. | 1910       |     |
| 20.     | A Brüll testvérek bérháza.                             | Budapest, VIII. ker. Orczy út 39./ Kőris utca 39.        | 1910       |     |
| 21.     | Ifj. Nagy István és Nagy Jolán bérháza.                | Budapest, VIII. ker. Baross utca 127.                    | 1911       |     |
| 22.     | Evangélikus templom.                                   | Nagybánya                                                | 1911-1912  |     |

Budapest, Szinyei Merse utca 27., Vékei Károly bérháza, 1905 (teljesen átalakítva)
Budapest, Szív utca 63., Zlinszky/Zrinszky/Szrinszky Miklós bérháza, 1909 (teljesen átalakítva)
Budapest, Forgách utca 3., Teltsch Mór bérháza., 1909
Terveket adott be 1902-ben Löffler Bélával a pozsonyi Postapalotára is.